# Sankt Kolomann (Sankt Colomann)

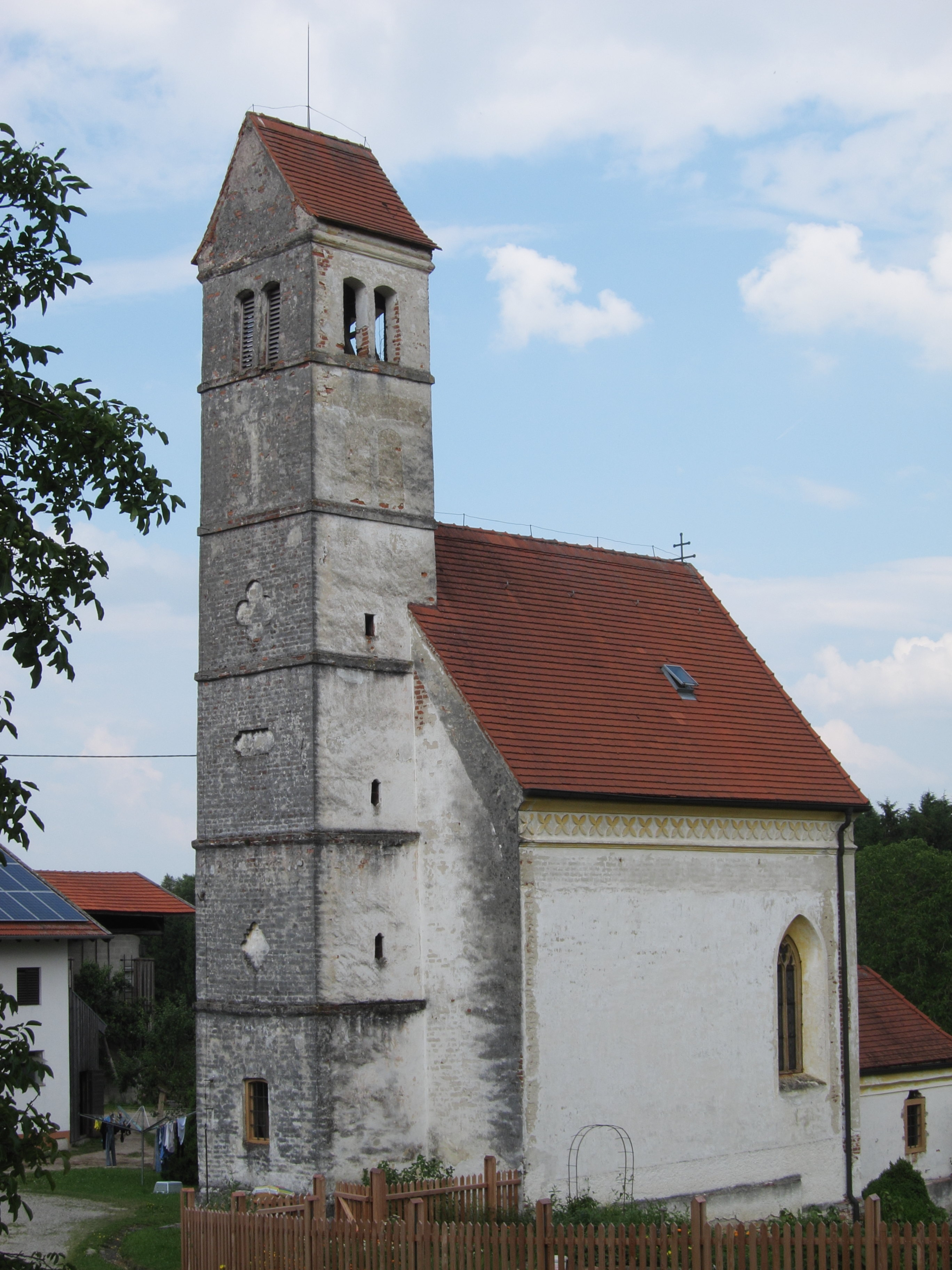
Sankt Kolomann in Sankt Colomann

Innenraum

Die römisch-katholische Filialkirche Sankt Kolomann steht in Sankt Colomann, einem Gemeindeteil der Stadt Dorfen im oberbayerischen Landkreis Erding. Sie ist in der Liste der Baudenkmäler in Dorfen als Baudenkmal unter der Nr. D-1-77-115-106 eingetragen. Die Kirche gehört zur Pfarrei Schwindkirchen im Dekanat Erding des Erzbistums München und Freising.

## Beschreibung
Die gotische Saalkirche wurde in der zweiten Hälfte des 15. Jahrhunderts erbaut. Sie besteht aus dem Langhaus, dem Chor mit Fünfachtelschluss im Osten, der Sakristei an der Stirnwand des Chors und dem 1678 angefügten Kirchturm im Westen. 
Der Innenraum des Langhauses ist mit einem Netzgewölbe überspannt. Der Altar im Innenraum des Chors wurde um 1720 aufgestellt. Auf seinem Altarretabel sind der heilige Koloman und die Vierzehn Nothelfer dargestellt.